# Isla del Gato (Bolivia)
Isla del Gato es el nombre que recibe una isla fluvial que pertenece al país sudamericano de Bolivia. Administrativamente depende del Departamento de Beni, al norte del territorio boliviano. Geográficamente se encuentra en el río Beni, concretamente en las coordenadas geográficas 11°10′00″S 66°12′00″O / -11.16667, -66.20000 a 5 kilómetros de la localidad de San Pedro y a 12 km de Monte salado.